# Belagerung von Arras (1654)
Les Avins – Löwen – Tornavento – Guetaria – Fontarrabie – Corbie – Diedenhofen 1639 – Turin – Arras 1640 – Aire-sur-la-Lys – La Marfée – Honnecourt – Barcelona – Cartagena – Diedenhofen 1643 – Rocroi – Orbetello – Fort Mardyck – Dünkirchen – Rethel – Bordeaux – Lens – Arras 1654 – Valenciennes – Dünenschlacht
Auch nachdem der Dreißigjährige Krieg in Deutschland mit dem Westfälischen Frieden beendet war, ging der Krieg zwischen Frankreich und Spanien weiter.
1654 fasste der Statthalter der Spanischen Niederlande Erzherzog Leopold Wilhelm den Plan, Arras zu erobern, um dann in die Picardie vorzustoßen.
Er sammelte 30.000 Mann, um Arras zu belagern. Die Stadt wurde von 2500 Mann unter dem Gouverneur Jean de Schulemberg, comte de Mondejeu verteidigt. Die Spanier wurden von dem unzufriedenen Prinz Condé begleitet. Die Festung wurde bereits von Gräben umschlossen und die Kapitulation war anscheinend nur noch einen Frage der Zeit.
Der französische Marschall Turenne lag vor Stenay und wurde mit dem Entsatz der Festung beauftragt. Er schickte zunächst den Chevalier de Crequy mit 1200 Reitern zur Verstärkung, anschließend marschierte er mit dem Marschall La Ferté zum Entsatz, war aber zu schwach für einen Angriff. Erst als der Marschall d’Hoquincourt am 17. Auguste Stenay eroberte und dann Verstärkung brachte, war ein Angriff möglich. Dieser erfolgte in der Nacht vom 24. zum 25. August 1654.
Die Franzosen waren zunächst erfolgreich, aber nach dem Ersteigen der Verschanzungen begannen sie sogleich mit der Plünderung des Lagers. Der Kommandant der Festung machte zur selben Zeit einen Ausfall, der von Conde abgeschlagen wurde. Nun führte der Marschall Turenne einen großen Kavallerieangriff und auch die Verstärkung unter d’Hoquincourt erreichte das Schlachtfeld. Der spanische Feldherr Conde de Fuensaldana entschloss sich daraufhin zum Rückzug.
Die Franzosen erbeuteten 64 Kanonen, 2000 Wagen, 6000 Zelte, 9000 Pferde und machten 4500 Gefangene. Der französische Generalleutnant von Joyeuse wurde schwer verwundet und starb wenig später.